# Миколайчиків Яр
Миколайчиків Яр — струмок (річка) в Україні у Тетіївському районі Київської області. Ліва притока річки Постави (басейн Південного Бугу).

## Опис
Довжина струмка приблизно 8,92 км, найкоротша відстань між витоком і гирлом — 7,74  км, коефіцієнт звивистості річки — 1,52 . Формується багатьма струмками та загатами.

## Розташування
Бере початок на південно-західній околиці села Високе. Тече переважно на південний захід через південно-східну частину села Клюки і впадає у річку Поставу, ліву притоку річки Гірського Тікичу.